# Michael Haucke
Michael Haucke (* 24. Juni 1985 in Altenburg) ist ein ehemaliger deutscher Basketballspieler.

## Laufbahn
Haucke gab in der Saison 2004/05 seinen Zweitligaeinstand im Trikot des TuS Jena. 2006 wechselte er für zwei Jahre zum Regionalligisten BiG Gotha und stand von 2009 bis Februar 2010 dann in Diensten der BG Bitterfeld-Sandersdorf-Wolfen 06. In der Saison 2009/2010 führte ihn sein Weg zum brandenburgischen Verein RSV Eintracht in die 2. Bundesliga ProB, für den er bis 2014 spielte.
2014 folgte ein Wechsel innerhalb der 2. Bundesliga ProB zu den VfL AstroStars Bochum. Dort blieb er vier Jahre, seine statistisch beste Saison beim VfL war das Spieljahr 2015/16, als er im Schnitt 12,5 Punkte, sieben Rebounds sowie zwei geblockte Würfe verbuchte.
In der Sommerpause 2018 wurde Haucke vom FC Schalke 04, Aufsteiger in die 2. Bundesliga ProA, verpflichtet. Nach einem Jahr in Gelsenkirchen wechselte er im Sommer 2019 zum Regionalligisten BSV Wulfen. 2023 zog er sich aus gesundheitlichen Gründen als Spieler aus dem leistungsbezogenen Basketballsport zurück.